# Trận El Alamein thứ nhất
Trận El Alamein thứ nhất (1–27 tháng 7 năm 1942) là một trận đánh thuộc Chiến dịch Sa mạc Tây trong Chiến tranh thế giới thứ hai, diễn ra trên bờ biển phía bắc Ai Cập giữa một bên là lực lượng phe Trục (Đức và Ý), bao gồm Tập đoàn Panzer châu Phi (Panzerarmee Afrika) do thống chế Erwin Rommel chỉ huy; với một bên là các đội quân Đồng Minh (Anh, Ấn Độ, Úc, Nam Phi và New Zealand, trong đó chủ yếu là quân Anh) thuộc Tập đoàn quân số 8 Anh do đại tướng Claude Auchinleck chỉ huy.
Trận chiến này nổ ra khi thống chế Rommel dẫn Quân đoàn châu Phi tiến về phía đông tới Ai Cập trên đà thắng lợi vang dội trong trận Gazala tháng 6 năm 1942 và đụng đầu với lực lượng phòng thủ Đồng Minh tại El Alamein. Sau gần một tháng chiến đấu, mặc dù kết thúc bất phân thắng bại nhưng trận chiến này đã ngăn được đà tiến công của quân đội phe Trục vào Ai Cập. Dù vậy, phe Trục vẫn đóng quân ở gần El Alamein chỉ cách Alexandria có 106 km, một khoảng cách nguy hiểm đối với các trung tâm dân cư lớn và Kênh đào Suez, không cho phép lực lượng Đồng Minh có thể giữ nguyên hiện trạng. Kết quả là đã dẫn tới trận El Alamein thứ hai ba tháng sau đó, kết thúc bằng việc quân Đồng Minh đẩy lui được các đội quân phe Trục ra khỏi lãnh thổ Ai Cập.

## Bối cảnh

### Quân Anh rút khỏi Gazala

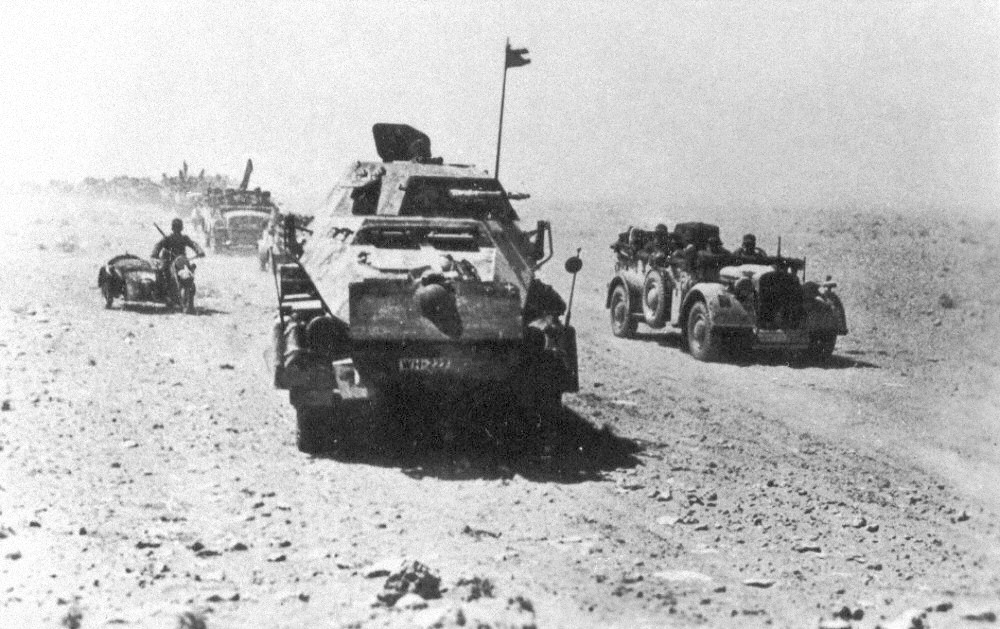
Pháo tự hành chống tăng của Quân đoàn châu Phi.

Sau khi thua trận Gazala tại miền đông Libya vào tháng 6 năm 1942, Tập đoàn quân số 8 của Anh rút khỏi tuyến Gazala chạy vào tây bắc Ai Cập đến tận Mersa Matruh, cách biên giới khoảng 160 km. Trung tướng Neil Ritchie quyết định sẽ không tổ chức phòng thủ trên biên giới Ai Cập, do cách bố trí phòng ngự tại đó dựa vào bộ binh chống giữ các vị trí và một lực lượng thiết giáp mạnh làm quân dự bị để ngăn chặn những cố gắng thâm nhập hay bọc sườn hệ thống phòng ngự cố định. Vì Ritchie hầu như không còn đơn vị thiết giáp nào phù hợp để chiến đấu nữa, nên nếu như vậy thì các vị trí bộ binh sẽ lần lượt bị đánh bại từng nơi một. Trong kế hoạch phòng ngự tại Mersa cũng có một lực lượng dự bị thiết giáp nhưng thay thế vào đó, Ritchie tin rằng ông có thể tổ chức bộ binh để che giấu những bãi mìn nằm giữa các vị trí phòng ngự để khiến cho công binh phe Trục không thể tiến vào mà không bị cản trở.
Để phòng thủ tuyến Matruh, Ritchie đặt Sư đoàn Bộ binh số 10 Ấn Độ (ở sẵn Matruh) và Sư đoàn Bộ binh Northumbria số 50 (đóng tại Gerawla cách bờ biển khoảng 24 km) dưới quyền Bộ chỉ huy Quân đoàn X của Anh mới đến từ Syria. Sâu hơn trong đất liền (khoảng 32 km) so với Quân đoàn X là Quân đoàn XIII với Sư đoàn Bộ binh Ấn Độ số 5 (chỉ có 1 lữ đoàn bộ binh, Lữ đoàn Bộ binh số 29 Ấn Độ và 2 trung đoàn pháo binh) đóng quanh Sidi Hamza. Sâu hơn nữa, đóng tại Minqar Qaim (trên hào lũy cách bờ biển 48 km) là Sư đoàn New Zealand số 2 mới đến (có 1 lữ đoàn thiếu biên chế là lữ đoàn 6, đã không tham gia trận đánh và trở thành hạt nhân của một sư đoàn mới) và Sư đoàn Thiết giáp số 1 Anh giữa sa mạc trống trải về phía nam. Sư đoàn Thiết giáp số 1 đã tiếp nhận Lữ đoàn Cơ giới số 4 và Lữ đoàn Thiết giáp số 22 của Anh từ Sư đoàn Thiết giáp số 7 Anh, lúc đó chỉ còn tổng cộng 3 trung đoàn xe tăng.

Khu vực Chiến dịch Sa mạc Tây tháng 2 năm 1941

Ngày 25 tháng 6 tướng Claude Auchinleck - Tổng tư lệnh (C-in-C) Bộ tư lệnh Trung Đông đã cách chức Ritchie và trực tiếp nắm lấy quyền chỉ huy Tập đoàn quân số 8 Anh. Ông quyết định không tìm cách đánh một trận quyết định tại Mersa Matruh: nơi này có sườn trái trống trải về phía nam, đúng kiểu mà Rommel đã tận dụng rất tốt tại Gazala. Thay vào đó, ông thực hiện chiến thuật trì hoãn trong khi rút lui thêm 160 km hoặc xa hơn nữa để đến một vị trí dễ phòng thủ hơn gần El Alamein trên bờ biển Địa Trung Hải. Khu vực này có lợi thế phòng thủ vì có những dốc đứng thuộc vùng Đất trũng Qattara chỉ cách El Alamein 64 km về phía nam, giúp loại trừ khả năng quân thiết giáp phe Trục tiến vòng qua sườn phía nam hệ thống phòng thủ và giới hạn chiều rộng trận tuyến phải bảo vệ.

### Trận chiến tại Mersa Matruh
Trong cuộc củng cố các vị trị tại Alamein, Auchinleck đã cho tiến hành những trận giao tranh kiên quyết nhằm cầm chân địch: đầu tiên là tại Mersa Matruh ngày 26-27 tháng 6 và sau đó tại Fuka ngày 28 tháng 6. Những mệnh lệnh thay đổi muộn màng đã dẫn đến một số nhầm lẫn cho lực lượng tiên phong (các quân đoàn X và XIII): họ không rõ là cần gây thiệt hại cho quân địch hay phải rút lui có trật tự để khỏi mắc kẹt tại Matruh. Hậu quả là các đơn vị của 2 quân đoàn này đã phối hợp với nhau không ăn ý.
Cuối ngày 26 tháng 6, Sư đoàn Khinh binh số 90 và Sư đoàn Thiết giáp số 21 của Đức đã tìm được đường tiến qua các bãi mìn ở trung tâm mặt trận. Sớm ngày 27 tháng 6, Sư đoàn Khinh binh 90 tiếp tục tiến quân và bị pháo binh thuộc Sư đoàn Bộ binh Northumbria 50 (Anh) chặn lại. Trong khi đó, các sư đoàn thiết giáp số 15 và 21 của Đức đã tiến về phía đông từ phía trên và bên dưới hào lũy này. Sư đoàn Thiết giáp 15 (Đức) bị Sư đoàn Thiết giáp 4 và Lữ đoàn Mô tô 7 của Anh giam chân, nhưng Sư đoàn Thiết giáp 21 (Đức) đã được lệnh tấn công vào Minqar Qaim. Rommel chỉ thị cho Sư đoàn Khinh binh 90 tiếp tục tiến lên, và yêu cầu họ cắt đứt tuyến đường dọc bờ biển nằm phía sau Sư đoàn Bộ binh Northumbria 50 trước buổi tối.

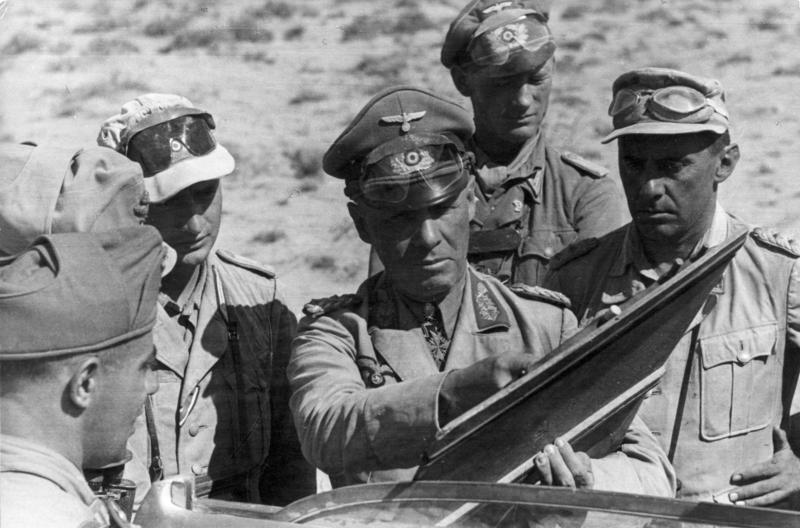
Rommel tại Bắc Phi, tháng 6 năm 1942

Sư đoàn Thiết giáp 21 Đức đến Minqar Qaim và bao vây Sư đoàn 2 New Zealand. Đêm 27 tháng 6, họ phá vây thành công với những tổn thất nặng nề và chạy thoát về phía đông. Auchinleck đã lên kế hoạch cho vị trí ngăn cản thứ hai tại Fuka, các Matruh khoảng 48 km về phía đông, nhưng vào lúc 21h20 ông đã ban hành mệnh lệnh rút khỏi Fuka. Những nhầm lẫn trong liên lạc đã khiến sư đoàn rút ngay lập tức về El Alamein.
Trong khi đó, Quân đoàn X, sau thất bại trong việc bảo vệ một vị trí trên hào lũy, đã bị mất liên lạc với Tập đoàn quân số 8 từ lúc 19h30 cho đến 4h30 sáng hôm sau. Cho đến lúc đó họ mới biết rằng đã có lệnh rút lui. Quân đoàn XIII rút đi đã làm hở sườn phía nam trên bãi biển tại Matruh của quân đoàn X, và đường rút của họ đã bị phá hoại nghiêm trọng do tuyến đường ven biển bị cắt đứt ở vị trí cách Matruh 27 km về phía đông. Họ liền được lệnh đột phá về hướng nam vào trong sa mạc rồi tìm đường đi về phía đông. Auchinleck cũng lệnh cho Quân đoàn XIII hỗ trợ nhưng họ không có khả năng để thực hiện. Vào 21h00 ngày 28 tháng 6, Quân đoàn X — được tổ chức thành các cụm lữ đoàn — đã tiến xuống phía nam. Trong đêm tối, đã xảy ra lộn xộn đáng kể dẫn đến bị phát hiện khi đang vượt qua các đơn vị doanh trại địch. Trong trận chiến, Sư đoàn 5 Ấn Độ đã phải chịu những tổn thất đặc biệt nặng nề, trong đó có Lữ đoàn Bộ binh số 29 Ấn Độ bị tiêu diệt tại Fuka. Phe Trục bắt được hơn 6.000 tù binh, cộng thêm 40 xe tăng và một số lượng rất lớn đồ tiếp tế.

## Diễn biến trước trận đánh

### Hệ thống phòng thủ tại El Alamein

Bản đồ chiến trường khu vực Sa mạc Tây, tháng 7 năm 1942

Alamein vốn là một trạm xe lửa nhỏ cạnh bờ biển. Cách đó 16 km về phía nam là đỉnh Ruweisat, một ngọn núi đá thấp nhưng vẫn là vị trí quan sát tuyệt vời bao quát suốt nhiều dặm sa mạc xung quanh. Vùng Đất trũng Qattara nằm cách đó 32 km về phía nam. Phòng tuyến mà quân Anh chọn để phòng thủ kéo dài từ biển đến vùng Đất trũng Qattara, nghĩa là Rommel chỉ có thể bọc sườn họ bằng cách đi vòng thật rộng về phía nam và vượt qua sa mạc Sahara. Quân đội Anh ở Ai Cập đã nhận thấy được điều này từ trước chiến tranh và đã cho Tập đoàn quân 8 bắt đầu xây dựng nhiều "cái hộp" (những vị trí với hầm trú ẩn, được bao quanh bởi bãi mìn và dây thép gai), nhất là ở quanh trạm xe lửa tại Alamein. Tuy nhiên, phần lớn "phòng tuyến" lại là vùng sa mạc trống trải. Trung tướng William Norrie (Đại tướng Tư lệnh Quân đoàn XXX Anh) đã bố trí các vị trí và bắt đầu xây dựng 3 "hộp" phòng thủ. Cái đầu tiên và cũng là mạnh nhất nằm tại El Alamein cạnh bờ biển, được Sư đoàn 1 Nam Phi chăng dây thép gai và rải mìn. Hộp thứ hai tại Bab el Qattara, cách bờ biển 32 km và cách đỉnh Ruweisat 13 km về phía tây nam, đã đào hào nhưng chưa có dây thép và mìn, còn hộp thứ ba tại Naq Abu Dweis cách bờ biển 55 km (trên rìa Đất trũng Qattara) có rất ít công trình được thiết lập.
Vị thế của người Anh tại Ai Cập lúc này đang rất nguy kịch. Thất bại thảm hại tại Mersa Matruh đã gây nên sự hoảng loạn tại đại bản doanh quân Anh ở Cairo. Vào cái ngày bị gọi đùa là "Thứ tư Lễ Tro", tại tổng hành dinh quân Anh, trong các đơn vị dàn quân phía sau và cả ở sứ quán Anh, người ta cuống cuồng thiêu hủy giấy tờ bảo mật do tưởng rằng phe Trục sắp tiến quân vào thành phố. Dù tin là có thể ngăn được Rommel tại Alamein nhưng Auchinleck vẫn thấy rằng cũng không thể bỏ qua khả năng mình sẽ bị thua về năng lực quân sự một lần nữa. Vì vậy, ông tin rằng để bảo toàn lực lượng thì phải lập kế hoạch cho cả khả năng rút lui xa hơn nữa mà vẫn duy trì sĩ khí và không để mất đi sự hợp tác và hỗ trợ từ phía người Ai Cập. Các vị trí phòng thủ đã được xây dựng ở phía tây Alexandria và trên những đường dẫn đến Cairo trong khi những khu vực lớn khác thuộc đồng bằng sông Nin đã bị ngập lụt. Cả phe Trục cũng tin rằng họ sắp chiếm được Ai Cập; lãnh tụ Ý là Benito Mussolini — cảm thấy đây là một thời điểm lịch sử — đã bay tới Libya để chuẩn bị chuyến đi chiến thắng khải hoàn đến Cairo.

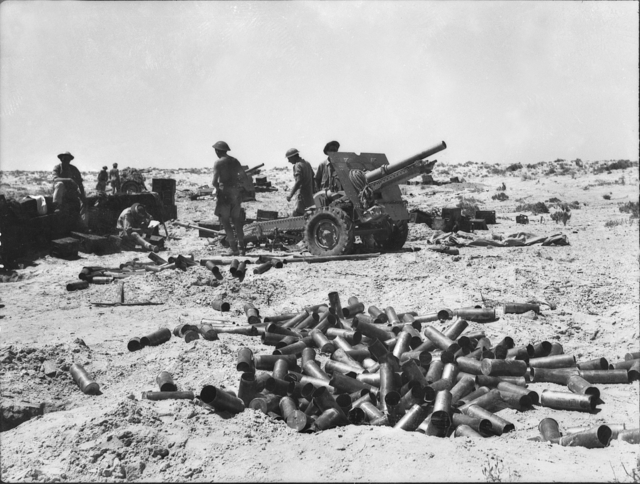
Pháo của trung đoàn Pháo dã chiến 2/8 tại El Alamein năm 1942

Việc Quân đoàn X phân tán tại Mersa Matruh đã phá hỏng kế hoạch chiếm cứ hệ thống phòng thủ tại Alamein của Auchinleck. Ngày 29 tháng 6, ông ta ra lệnh cho Quân đoàn XXX — gồm các sư đoàn bộ binh số 1 của Nam Phi, số 5 của Ấn Độ và số 10 của Anh — chiếm lĩnh khu duyên hải bên phải mặt trận; và Quân đoàn XIII — gồm các Sư đoàn số 5 New Zealand và số 5 Ấn Độ — đóng bên cánh trái. Phần còn lại là các Sư đoàn Thiết giáp số 1 và số 7 được tổ chức làm một đội quân dự bị lưu động. Ý định của Auchinleck là dùng các vị trí phòng thủ cố định để đánh lạc hướng và quấy rối cuộc tiến quân của đối phương trong khi các đơn vị cơ động sẽ đánh tập hậu.
Ngày 30 tháng 6, Tập đoàn Panzer châu Phi của Rommel đã tới Alamein. Quân đội phe Trục đã kiệt sức và không còn đủ lực lượng. Rommel đã không ngừng thúc họ tiến lên, tự tin rằng miễn là ông nhanh chóng tấn công trước khi Tập đoàn quân 8 có đủ thời gian ổn định lại thì đà tiến sẽ giúp đưa ông vượt qua vị trí Alamein và sau đó có thể tràn đến sông Nin mà không có thêm nhiều sự kháng cự nữa. Nguồn tiếp tế vẫn là một vấn đề do bộ tham mưu phe Trục ban đầu dự kiến là sẽ tạm dừng 6 tuần lễ sau khi chiếm được Tobruk. Khi việc chiếm giữ đồ tiếp tế tỏ ra có ích, thì nước và đạn dược liên tục thiếu hụt trong khi tình trạng vận tải thiếu hụt ngăn cản việc phân phối số đồ tiếp tế mà quân đội phe Trục đã có.

### Kế hoạch tấn công của phe Trục
Kế hoạch của Rommel là cho Sư đoàn Khinh binh 90 và 2 sư đoàn thiết giáp số 15 và 21 của Quân đoàn châu Phi chọc thủng trận tuyến của Tập đoàn quân 8 Anh tại vị trí nằm giữa "hộp" Alamein và Deir el Abyad (ông cho rằng vị trí này có được bảo vệ). Sư đoàn Khinh binh 90 sau đó đã sẽ ngoặt lên hướng bắc, cắt đứt con đường ven biển và đánh kẹp đội quân phòng thủ tại "hộp" Alamein (mà Rommel nghĩ rằng nó được phần còn lại của Sư đoàn Bộ binh Northumbria 50 chiếm giữ) còn Quân đoàn châu Phi sẽ quay sang bên phải để tập hậu Quân đoàn XIII. Một sư đoàn Ý sẽ công kích "hộp" Alamein từ phía tây và 1 sư đoàn khác theo sát Sư đoàn Khinh binh 90. Quân đoàn XX của Ý sẽ đi cùng Quân đoàn châu Phi và tiến đánh "hộp" Qattara trong khi Sư đoàn Thiết giáp Littorio (Ý) và các đơn vị trinh sát Đức bảo vệ bên cánh phải.

## Trận chiến

### Tập đoàn quânPanzerchâu Phi tấn công
3h00 sáng ngày 1 tháng 7, Sư đoàn Khinh binh 90 bắt đầu tiến về phía đông nhưng bị lạc quá xa theo hướng bắc và đụng phải tuyến phòng thủ của Sư đoàn Nam Phi số 1 rồi bị trói chân tại đó. Các sư đoàn thiết giáp 15 và 21 của Quân đoàn châu Phi bị bão cát cản trở và sau đó bị không kích dữ dội. Cho đến khi họ vây bọc sau lưng Deir el Abyad thì trời đã sáng rõ và họ thấy rằng phần phía đông vị trí này đã bị chiếm giữ bởi Lữ đoàn Bộ binh số 18 Ấn Độ - mới tức tốc được điều đến từ Iraq. Họ đóng tại vị trí nằm sát phái tây đỉnh Ruweisat và phía đông Deir el Abyad tại Deir el Shein cuối ngày 28 tháng 6 để tạo một hộp phòng ngự bổ sung cho tướng Norrie.
Vào khoảng 10h00 ngày 1 tháng 7, Sư đoàn Thiết giáp 21 Đức đã tấn công Deir el Shein. Lữ đoàn Bộ binh Ấn Độ, với sự yểm trợ của 23 lựu pháo 25 pao, 16 súng chống tăng 6 pao mới và 9 xe tăng Matilda II, đã cầm cự suốt cả ngày trong một trận chiến tuyệt vọng, nhưng cuối cùng đến tối vẫn bị quân Đức đè bẹp. Tuy nhiên thời gian đó đã đủ để cho Auchinleck tổ chức tuyến phòng thủ ở đầu phía tây đỉnh Ruweisat. Trong khi đó, Sư đoàn Thiết giáp số 1 Anh đã được điều đi tham chiến tại Deir el Shein. Họ đụng độ Sư đoàn Thiết giáp 15 của Đức tại ngay phía nam Deir el Shein và đẩy lui nó về phía tây. Đến cuối ngày hôm đó, Quân đoàn châu Phi mất 37 trong tổng số 55 xe tăng có ban đầu.
Trong thời gian đầu giờ chiều hôm đó, Sư đoàn Khinh binh 90 (Đức) đã tự mình thoát khỏi mắc kẹt tại tuyến phòng thủ "hộp" El Alamein và tiếp tục tiến về phía đông. Nhưng họ đã bị hỏa lực pháo binh của 3 lữ đoàn Nam Phi tấn công và buộc phải dừng lại đóng doanh trại.
Ngày 2 tháng 7, Rommel ra lệnh mở lại cuộc tấn công. Một lần nữa, Sư đoàn Khinh binh 90 lại không thể tiến lên, khiến Rommel phải cho Quân đoàn châu Phi từ bỏ kế hoạch đánh xuống phía nam mà thay vào đó cùng tham gia đột phá tại tuyến đường ven biển bằng cách tấn công về phía đông đến đỉnh Ruweisat. Phòng tuyến quân Anh tại đây được trấn giữ bởi một đội quân được vội vàng tập hợp gọi là "Robcol", bao gồm 1 trung đoàn pháo binh dã chiến, 1 trung đoàn pháo phòng không và 1 đại đội bộ binh. Lực lượng này ngang ngửa với các đội hình "ứng biến" thực tiễn thông thường của Lục quân Anh, được đặt tên theo viên chỉ huy là lữ đoàn trưởng Robert Waller, tư lệnh Pháo binh Hoàng gia Anh của Sư đoàn Bộ binh số 10 Ấn Độ. Robcol đã kéo dài được thời gian và đến chiều muộn, 2 lữ đoàn thiết giáp Anh đã tham chiến: Lữ đoàn Thiết giáp số 4 tấn công Sư đoàn Thiết giáp 15 Đức còn Lữ đoàn Thiết giáp 22 tiến đánh Sư đoàn Thiết giáp 21 Đức. Họ đẩy lui các đòn công kích liên tục của quân thiết giáp phe Trục, và buộc đối phương phải rút lui trước hoàng hôn. Đêm 2 tháng 7, quân Anh tăng viện thêm cho Ruweisat. Lực lượng Robcol giờ được mở rộng quy mô và trở thành cụm "Walgroup". Trong khi đó, Không quân Hoàng gia Anh (RAF) cũng oanh tạc dữ dội các đơn vị quân Trục.
Ngày hôm sau, 3 tháng 7, Rommel lệnh cho Quân đoàn châu Phi trở lại tấn công đỉnh Ruweisat, có Quân đoàn Cơ giới XX Ý trợ giúp bên sườn phía nam. trong khi đó, Quân đoàn X của Ý chiếm giữ El Mreir. Cho đến giai đoạn này, Quân đoàn châu Phi chỉ còn lại 26 xe tăng hoạt động. Một trận tăng chiến kịch liệt nổ ra phía nam đỉnh Ruweisat trong sáng hôm đó và mũi tiến công chính của phe Trục bị chặn đứng. Trong ngày hôm đó, Không quân Hoàng gia Anh đã xuất kích 780 phi vụ bay.
Để làm giảm áp lực ở bên phải và trung tâm trận tuyến của Tập đoàn quân số 8, Quân đoàn XIII bên cánh trái đã tiến công từ "hộp" Qattara (người New Zealand gọi đó là hộp Kaponga). Kế hoạch là Sư đoàn 2 New Zealand — có kèm theo phần còn lại của Sư đoàn 5 Ấn Độ và Lữ đoàn Mô tô số 7 Anh nằm dưới quyền chỉ huy — sẽ ngoặt lên hướng bắc để uy hiếp bên sườn và sau lưng quân Trục. Lực lượng này đã đụng độ phải pháo binh thuộc Sư đoàn Thiết giáp Ariete (Ý) đang tiến vào sườn phía nam của sư đoàn khi họ tấn công Ruweisat. Viên chỉ huy người Ý lệnh cho sư đoàn của mình tự chiến đấu độc lập nhưng Sư đoàn Ariete đã mất 531 người, trong đó khoảng 350 bị bắt làm tù binh, 36 khẩu pháo, 6 hoặc 8 xe tăng, 55 xe tải. Đến cuối ngày, Sư đoàn này chỉ còn lại 5 xe tăng. Hết ngày hôm đó, Quân đoàn châu Phi và Sư đoàn Ariete một lần nữa chịu lép vế trước số lượng xe tăng áp đảo của các Lữ đoàn Thiết giáp 22 và 4 của Anh, làm phá sản cố gắng tiếp tục tiến quân của Rommel. Không quân Hoàng gia Anh tiếp tục thực hiện vai trò của mình, với 900 phi vụ bay trong ngày hôm đó.
Về phía nam, ngày 5 tháng 7, cụm quân New Zealand đã mở lại cuộc tiến quân theo hướng bắc về phía El Mreir với ý định cắt rời hậu quân của Sư đoàn Ariete. Tuy nhiên, hỏa lực dữ dội của Sư đoàn Cơ giới Brescia (Ý) tại El Mreir, cách Qattara 8 km về phía bắc đã ngăn cản họ và buộc Quân đoàn XIII phải hủy bỏ cuộc tấn công.

### Rommel dừng lại củng cố

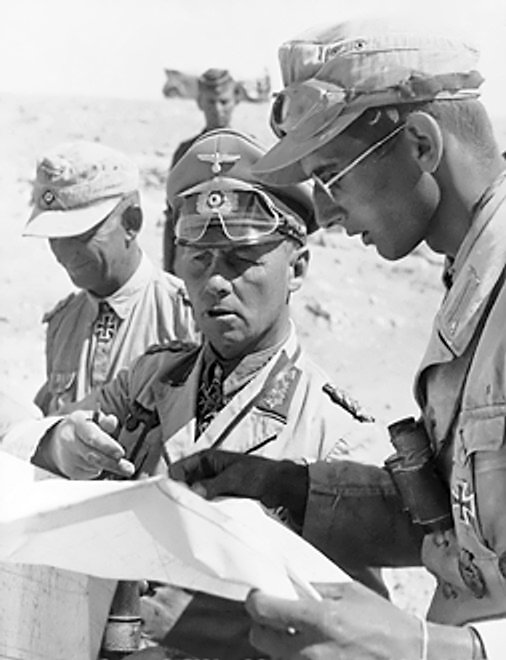
Thống chế Erwin Rommel cùng các phụ tá trong chiến dịch sa mạc, năm 1942

Đến thời điểm này, Rommel kết luận rằng lực lượng đã kiệt sức của ông không thể tiến xa hơn nữa nếu không được nghỉ ngơi và tập hợp lại. Ông báo cáo lên Bộ Tư lệnh Đức rằng 3 sư đoàn thiết giáp Đức dưới quyền mình tính ra chỉ còn 1.200 đến 1.500 người mỗi sư đoàn và việc tái tiếp tế tỏ ra rất có vấn đề do sự quấy nhiễu bằng không quân của đối phương. Ông sự kiến sẽ phải duy trì phòng thủ trong vòng ít nhất 2 tuần lễ.
Cho đến lúc này, Rommel đang gặp khó khăn do đường tiếp tế quá dài. Không lực Sa mạc của Đồng Minh (DAF) đang tập trung cao độ nhằm vào tuyến đường tiếp tế mong manh và kéo dài của ông trong khi các đội hình cơ động Anh tiến về hướng tây và tập kích từ phía nam gây thiệt hại nặng nề cho các đội hậu quân phe Trục. Số hàng tiếp vận cho Rommel thậm chí còn ít hơn nữa do lượng hàng hóa đến từ Ý đã bị giảm nhiều (trong tháng 6, ông nhận được 4.500 tấn hàng cung cấp và 400 xe vận tải so với 31.000 tấn và 2.000 xe trong tháng 5). Trong khi đó, Tập đoàn quân 8 của Anh đang tiến hành tổ chức và xây dựng lại nhờ vào tuyến đường tiếp tế ngắn hơn. Ngày 4 tháng 7, Sư đoàn số 9 Úc đã tiến vào trận tuyến phía bắc, và đến 9 tháng 7 thì Lữ đoàn Bộ binh số 5 Ấn Độ cũng trở lại tiếp quản vị trí Ruweisat. Cùng thời gian đó, Lữ đoàn Bộ binh 161 của Ấn Độ đã đến tăng cường cho Sư đoàn Bộ binh số 5 Ấn Độ đang bị kiệt quệ.

### Tel el Eisa
Ngày 8 tháng 7, Auchinleck ra lệnh cho viên tư lệnh mới của Quân đoàn XXX — trung tướng William Ramsden — chiếm lấy những rặng núi thấp tại Tel el Eisa và Tel el Makh Khad, rồi sau đó đưa các cụm quân cơ động tiến theo hướng nam đến Deir el Shein và tập kích những nhóm quân ở phía tây về phía các sân bay ở El Daba. Đồng thời, Quân đoàn XIII sẽ ngăn không cho phe Trục đưa quân lên phía bắc tăng viện cho khu vực bờ biển. Ramsden giao nhiệm vụ cho Sư đoàn số 9 Úc và Trung đoàn Xe tăng Hoàng gia 44 dưới quyền mình mục tiêu Tel el Eisa, còn Sư đoàn số 1 Nam Phi với 8 xe tăng yểm hộ sẽ phụ trách Tel el Makh Khad. Các nhóm quân đột kích này có thêm Sư đoàn Thiết giáp số 1 hỗ trợ.
Sau một đợt pháo kích bắt đầu lúc 3h30 ngày 10 tháng 7, Lữ đoàn 26 Úc mở cuộc tấn công vào rặng núi phía bắc nhà ga Tel el Eisa dọc theo bờ biển (gọi là Trig 33). Đây là cuộc pháo kích dữ dội nhất tại Mặt trận Bắc Phi từ trước đến giờ, khiến cho các binh sĩ thiếu kinh nghiệm thuộc Sư đoàn Bộ binh 60 Sabratha của Ý hoảng loạn, và họ chỉ phòng thủ yếu ớt tại khu vực này. Quân Úc bắt được hơn 1.500 tù binh, đập tan sư đoàn Ý này và đè bẹp Đại đội Chặn bắt Tín hiệu 621 của Đức. Trong khi đó, quân Nam Phi cho đến cuối buổi sáng đã chiếm được Tel el Makh Khad và đóng giữ vị trí này.
Sư đoàn Khinh binh 164 Đức và Sư đoàn Cơ giới 101 Trieste của Ý đã tới nơi để bít lỗ hổng phòng ngự của phe Trục. Trong chiều và tối hôm đó, xe tăng thuộc Sư đoàn Thiết giáp 15 Đức và Sư đoàn Trieste Ý phản công vào các vị trí đóng quân của Úc, nhưng bị thất bại trước lực lượng pháo binh áp đảo của Đồng Minh và súng chống tăng Úc.
Sáng sớm ngày 11 tháng 7, Tiểu đoàn 2/24 Úc có xe tăng của Trung đoàn Xe tăng Hoàng gia 44 Anh yểm trợ đã tiến công vị trí xa nhất về phía tây Tel el Eisa (Điểm 24). Đến đầu giờ chiều, cứ điểm này bị chiếm và rồi phải đón nhận một loạt đòn phản kích của phe Trục trong suốt ngày hôm đó. Sau đó, một đội hình thiết giáp, bộ binh cơ giới và súng pháo nhỏ được lập ra để tập kích Deir el Abyad và buộc được 1 tiểu đoàn bộ binh Ý phải đầu hàng. Mũi tiến công này bị chặn lại tại đỉnh Miteirya và họ buộc phải rút lui vào buổi chiều để trở về El Alamein. Trong ngày hôm đó, có hơn 1.000 lính Ý bị bắt làm tù binh.
Đến ngày 12 tháng 7, Sư đoàn Thiết giáp 21 Đức tung quân mở cuộc phản công tại Trig 33 và Điểm 24, nhưng bị đánh bật sau 2 tiếng rưỡi đồng hồ chiến đấu, với hơn 600 lính Đức chết và bị thương nằm rải rác trước các vị trí quân Úc. Hôm sau, Sư đoàn Thiết giáp 21 Đức tấn công Điểm 33 và các vị trí của quân Nam Phi tại El Alamein, nhưng bị hỏa lực pháo binh mãnh liệt của quân phòng thủ tạm thời ngăn lại. Rommel vẫn chưa từ bỏ quyết tâm đẩy lui quân Anh ra khỏi khúc lồi ở phía bắc. Mặc dù quân phòng thủ Úc buộc phải bỏ Điểm 24, nhưng cũng đã gây thương vong nặng nề cho Sư đoàn Thiết giáp 21 Đức. Một đợt tấn công khác được tiến hành trong ngày 15 tháng 7 nhưng không đạt được gì trước sức kháng cự ngoan cường của Đồng Minh. Đến 16 tháng 7, quân Úc có xe tăng Anh yểm trợ đã mở cuộc tiến công nhằm chiếm lại Điểm 24 nhưng bị quân Đức phản kích đánh bật lại, và chịu thiệt hại gần 50% quân số.
Sau 7 ngày chiến đấu ác liệt, trận chiến tại phía bắc để giành giật khúc lồi Tel el Eisa đã dần dần kết thúc. Sư đoàn 9 Úc ước tính có ít nhất 2.000 quân Trục bị giết và hơn 3.700 bị bắt làm tù binh. Tuy nhiên có lẽ điều nổi bật nhất của trận này là người Úc đã bắt sống được Đại đội Chặn bắt Tín hiệu 621 của Đức. Đơn vị này đã cung cấp cho Rommel những thông tin tình báo vô giá thu thập được nhờ chặn bắt liên lạc radio của Anh. Giờ thì ông ta đã không còn nguồn tin tình báo này nữa.

### Trận Ruweisat Ridge thứ nhất
Khi lực lượng phe Trục dừng lại, Auchinleck — sau khi đẩy một số đơn vị quân Đức đến khu vực bờ biển trong trận chiến tại Tel el Eisa — đã cho phát triển một kế hoạch mang mật danh Chiến dịch Bacon để tiến đánh các sư đoàn cơ giới Pavia và Brescia của Ý đóng ở trung tâm mặt trận tại rặng Ruweisat.
Dự định là sẽ cho các Lữ đoàn New Zealand số 4 và 5 (bên cánh phải Lữ đoàn 4) tấn công theo hướng tây bắc để chiếm lấy phần phía tây rặng núi, trong khi Lữ đoàn Bộ binh số 5 Ấn Độ ở bên phải họ đánh chiếm phần phía đông bằng một đòn tấn công ban đêm. Tiếp đó, Lữ đoàn Thiết giáp 2 sẽ vượt qua trung tâm các mục tiêu bộ binh để thọc sâu về phía Deir el Shein và rặng Miteirya. Bên cánh trái, Lữ đoàn Thiết giáp 22 sẽ phải sẵn sàng tiến lên trước để bảo vệ cho bộ binh khi họ đang củng cố vị trí tại rặng núi.
Cuộc tấn công bắt đầu lúc 23h00 ngày 14 tháng 7. Ngay trước lúc bình minh ngày 15, 2 lữ đoàn New Zealand đã chiếm được mục tiêu, nhưng các bãi mìn và ổ đề kháng đã gây ra tình trạng lộn xộn trong hàng ngũ quân tấn công. Một số ổ đề kháng bị số quân phía trước bỏ qua đã gây cản trở cho quân dự bị, pháo binh và vũ khí yểm trợ phía sau tiến lên. Kết quả là các lữ đoàn New Zealand phải chiếm giữ các vị trí trên rặng núi này mà không được tiếp tế vũ khí, ngoại trừ một số ít súng chống tăng. Quan trọng hơn, họ không thể liên lạc được với 2 lữ đoàn thiết giáp Anh, thế là quân thiết giáp Anh không tiến lên để bảo vệ bộ binh. Sáng sớm, một biệt đội thuộc Trung đoàn Thiết giáp 8 (Sư đoàn Thiết giáp 15 - Đức) mở cuộc phản công vào Tiểu đoàn 22 thuộc Lữ đoàn 4 New Zealand. Cuộc đọ súng chớp nhoáng đã loại bỏ số súng chống tăng của họ và bây giờ lực lượng bộ binh này phơi mình trơ trọi trước quân địch, không còn lựa chọn nào khác là phải đầu hàng. Khoảng 350 lính New Zealand đã bị bắt làm tù binh.
Trong lúc Sư đoàn 2 New Zealand tấn công sườn phía tây rặng Ruweisat, Lữ đoàn 5 Ấn Độ đã tiến sâu một chút lên rặng Ruweisat từ phía đông. Đến 7h00, Lữ đoàn Thiết giáp 2 cuối cùng đã nhận được tin tức và bắt đầu tiến lên phía tây bắc. Có 2 trung đoàn bị vướng phải bãi mìn nhưng trung đoàn thứ ba đã hội quân được với Lữ đoàn Bộ binh 5 Ấn Độ khi nó tiếp tục tiến công. Với sự trợ giúp của pháo binh và thiết giáp, quân Ấn Độ đã chiếm được mục tiêu vào đầu giờ chiều. Cùng lúc đó, tại Alam Nayil, Lữ đoàn Thiết giáp 22 Anh giao chiến với Sư đoàn Khinh binh 90 Đức và Sư đoàn Thiết giáp Ariete Ý đến từ phía nam. Có các đội hình pháo binh và thiết giáp cơ động thuộc Sư đoàn Thiết giáp 7 yểm trợ, họ dễ dàng đẩy lui quân thăm dò của phe Trục, nhưng bị ngăn không thể tiến lên hướng bắc bảo vệ sườn cho quân New Zealand.
Nhận thấy các sư đoàn cơ giới Pavia và Brescia của Ý bị uy hiếp, Rommel tức tốc phái quân Đức đến Ruweisat. Lúc 15h00, Trung đoàn Trinh sát số 3 và một phần Sư đoàn Thiết giáp 21 Đức từ phía bắc, cùng Trung đoàn Trinh sát 33 và Cụm quân Baade (gồm các thành phần thuộc Sư đoàn Thiết giáp 15 Đức) từ phía nam đã vào vị trí dưới quyền chỉ huy của trung tướng Walther Nehring. Lúc 17h00, Nehring bắt đầu phản công. Lữ đoàn 4 New Zealand vẫn bị thiếu vú khí và bây giờ là cả đạn dược. Một lần nữa, tuyến phòng thủ chống tăng bị đè bẹp và khoảng 380 quân New Zealand bị bắt làm tù binh, trong đó có đại úy Charles Upham, người vừa nhận được Huân chương Chữ thập Victoria cho thành tích tiêu diệt một xe tăng Đức và nhiều pháo cùng xe cộ bằng lựu đạn dù đã bị một viên đạn súng máy bắn trúng khuỷu và gãy tay. Đến khoảng 18h00, sở chỉ huy lữ đoàn bị đánh tan. Khoảng 18h15, Lữ đoàn Thiết giáp số 2 Anh giao chiến với quân thiết giáp Đức và chặn được đà đông tiến của phe Trục. Lúc hoàng hôn, Nehring cho quân Trục tạm nghỉ.
Sớm ngày 16 tháng 7, Nehring mở lại cuộc tấn công. Lữ đoàn Bộ binh số 5 Ấn Độ đánh lui được đối phương nhưng theo thông tin có được từ việc chặn bắt liên lạc radio thì rõ ràng quân Đức sẽ cố tấn công một lần nữa. Theo đó, họ liền gấp rút chuẩn bị lập hệ thống phòng ngự chống tăng, tổ chức kế hoạch triển khai hỏa lực pháo binh và 1 trung đoàn thuộc Lữ đoàn Thiết giáp 22 được điều đến để tăng viện cho Lữ đoàn Thiết giáp số 2. Khi quân của Nehring tiến công lần nữa vào chiều muộn hôm ấy, họ đã bị đánh lui. Sau trận này, người Ấn Độ tính rằng có 24 xe tăng bị phá hủy, cùng một số xe thiết giáp và lượng lớn súng chống tăng bị bỏ lại trên chiến trường.
Trong ba ngày chiến đấu, quân Đồng Minh bắt được hơn 2.000 tù binh phe Trục, chủ yếu là quân thuộc các sư đoàn Brescia và Pavia của Ý; các sư đoàn New Zealand chịu 1.405 thương vong.

### Rặng núi Miteirya
Để giảm bớt áp lực tại rặng núi Ruweisat, Auchinleck ra lệnh cho Sư đoàn số 9 Úc tiến hành một cuộc tấn công khác từ phía bắc. Trong mấy tiếng đồng hồ đầu tiên của ngày 27 tháng 7, Lữ đoàn 24 Úc — có Trung đoàn Xe tăng Hoàng gia 44 của Anh yểm trợ và lực lượng tiêm kích hùng hậu kiểm soát bầu trời — đã công kích rặng núi Miteirya (người Úc gọi đây là "rặng núi Hủy hoại"). Đòn tiến công đêm này ban đầu tiến triển tốt, bắt được 736 tù binh, chủ yếu là quân thuộc các sư đoàn cơ giới Trento và Trieste của Ý. Tuy nhiên, một lần nữa phe Trục lại thoát khỏi tình thế nguy hiểm nhờ những đòn phản công ác liệt của các lực lượng Đức và Ý được tập hợp vội vã, họ buộc quân Úc chịu tổn thất 300 người và phải rút lui về vạch xuất phát. Mặc dù lịch sử chính thức nước Úc của tiểu đoàn 2/32 (Lữ đoàn 24 Úc) mô tả lực lượng phản công này là "người Đức", nhưng sử gia Úc Mark Johnston ghi nhận rằng báo cáo của người Đức nói là Sư đoàn Trento đã đè bẹp tiểu đoàn này của Úc.

### Trận Ruweisat Ridge thứ hai (El Mreir)
Tập đoàn quân số 8 hiện giờ đã có được nguồn lực vượt trội so với lực lượng phe Trục: Sư đoàn Thiết giáp số 1 có 173 xe tăng và còn nhiều hơn nữa để làm dự trữ và đi lại, trong khi Rommel chỉ sở hữu có 38 xe tăng Đức và 51 xe tăng Ý, dù cho các đơn vị thiết giáp của ông có khoảng 100 chiếc khác đang nằm chờ sửa chữa.
Kế hoạch của Auchinleck là để Lữ đoàn Bộ binh 161 Ấn Độ tấn công dọc theo rặng núi Ruweisat để đánh chiếm Deir el Shein, trong khi Lữ đoàn 6 New Zealand tiến đánh từ phía nam rặng núi đến khu đất trũng El Mreir. Vào ban ngày, các lữ đoàn thiết giáp Anh số 2 và 23 (mới đến) sẽ vượt qua lỗ hổng mặt trận do bộ binh tạo ra. Kế hoạch này phức tạp và có nhiều tham vọng.
Cuộc tấn công ban đêm của bộ binh bắt đầu lúc 16h30 ngày 21 tháng 7. Quân New Zealand chiếm được các mục tiêu tại khu đất trũng El Mreir nhưng lại một lần nữa, có nhiều xe cộ không thể đến nơi được khiến cho họ thiếu hụt vũ khí hỗ trợ trong khi đang đóng tại một vị trí trống trải. Rạng sáng ngày 22 tháng 7, các lữ đoàn thiết giáp Anh lại tiến quân thất bại. Các trung đoàn thiết giáp số 5 và số 8 (Đức) của Nehring đáp lại bằng cách phản kích và nhanh chóng đánh tan bộ binh New Zealand tại khoảng mở, giáng cho họ hơn 900 thương vong. Lữ đoàn Thiết giáp số 2 (Anh) phái 2 trung đoàn tiến lên giúp đỡ nhưng bị mìn và hỏa lực chống tăng ngăn cản.
Cuộc tấn công của Lữ đoàn 161 Ấn Độ diễn ra khá phức tạp. Bên cánh trái, nỗ lực ban đầu nhằm quét sạch điểm đầu phía tây rặng Ruweisat bị đánh bại, nhưng đến 8h00 một tiểu đoàn dự bị đã tiếp tục tấn công và giành thắng lợi. Bên cánh phải, một tiểu đoàn tấn công đột phá được vào vị trí Deir el Shein nhưng bị đẩy lui sau một trận giáp lá cà.
Để làm tồi tệ thêm thảm họa tại El Mreir, vào lúc 8h00 viên tư lệnh Lữ đoàn Thiết giáp 23 (Anh) đã ra lệnh cho đơn vị của mình tiến quân lên phía trước. Thiếu tướng Gatehouse, chỉ huy Sư đoàn Thiết giáp sô 1 — không tin rằng con đường đã được dọn sạch hết các bãi mìn và đề nghị hủy bỏ cuộc tiến quân. Thế nhưng tư lệnh Quân đoàn XIII — trung tướng William Gott — không chấp nhận đề nghị đó và vẫn phát lệnh tấn công nhưng là ở một tuyến trung tâm lui về phía nam 1,6 km so với kế hoạch ban đầu, là nơi mà ông ta tưởng nhầm rằng không có rải mìn. Những mệnh lệnh này đã không được thông qua và cuộc tiến công vẫn diễn ra như kế hoạch gốc. Lữ đoàn này bị sa lầy trong các bãi mìn và gánh chịu hỏa lực dữ dội. Sau đó họ bị Sư đoàn Thiết giáp 21 Đức phản kích lúc 11h00 và buộc phải rút lui. Lữ đoàn Thiết giáp 23 bị tiêu diệt, thiệt hại 40 xe tăng bị phá hủy và 47 chiếc bị hư hỏng nặng.
Đến 17h00, Gott lệnh cho Sư đoàn Bộ binh số 5 thực hiện cuộc tấn công ban đêm để đánh chiếm nửa phía tây rặng Ruweisat và vị trí Deir el Shein. Trung đoàn Punjab 3/14 thuộc Lữ đoàn Bộ binh số 9 Ấn Độ đã tấn công vào lúc 2h00 ngày 23 tháng 7 nhưng thất bại do bị mất phương hướng. Vào ban ngày, họ cố gắng lần nữa và phá vỡ được vị trí này nhưng hỏa lực dữ dội bắn từ ba phía lại khiến họ mất quyền kiểm soát khi viên sĩ quan chỉ huy bị giết chết và 4 sĩ quan cao cấp dưới quyền ông đều bị thương hoặc mất tích.

### Quân Anh trở lại tấn công Tel el Eisa

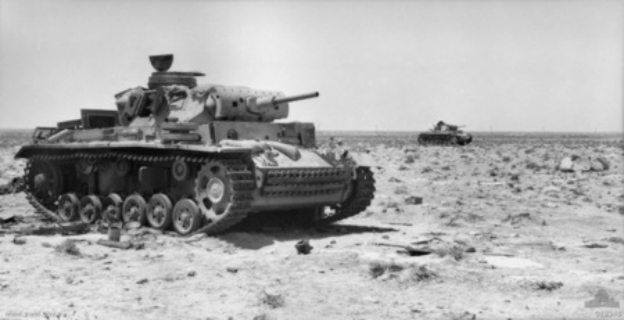
Các xe tăng Panzer III bị phá hủy gần Tel el Eisa

Ở phía bắc, Sư đoàn 9 Úc vẫn tiếp tục tấn công. Lúc 6h00 ngày 22 tháng 7, Lữ đoàn 26 Úc tiến đánh Tel el Eisa còn Lữ đoàn 24 Úc công kích Tel el Makh Khad về phía Mieirya. Trong trận chiến này Arthur Stanley Gurney đã có hành động giúp ông được truy tặng Huân chương Chữ thập Victoria. Cuộc chiến tại Tel el Eisa gây ra nhiều thiệt hại, nhưng đến chiều thì quân Úc đã làm chủ được tình thế. Tối hôm đó, Lữ đoàn 24 Úc tấn công Tel el Makh Khad với sự hỗ trợ của Trung đoàn Xe tăng Hoàng gia Anh số 50. Đơn vị xe tăng này không được huấn luyện để yểm trợ tầm gần cho bộ binh nên không phối hợp được với bộ binh Úc. Kết quả là hai binh chủng tiếp cận mục tiêu một cách riêng rẽ và Trung đoàn Xe tăng Hoàng gia 50 bị mất 23 xe tăng do thiếu bộ binh hỗ trợ.
Lại một lần nữa, Tập đoàn quân số 8 lại thất bại trong việc tiêu diệt lực lượng của Rommel, cho dù họ có ưu thế áp đảo về nhân lực và trang bị. Mặt khác, tình hình vẫn rất nghiêm trọng đối với Rommel, vì cho dù có những thành công trong việc phòng ngự, nhưng bộ binh của ông phải gánh chịu những tổn thất nặng nề và ông đã báo cáo rằng "tình thế nghiêm trọng đến cùng cực".

### Đòn tấn công cuối cùng của Tập đoàn quân 8 thất bại
Trong các ngày 26/27 tháng 7, Auchinleck đã mở Chiến dịch Manhood ở khu vực phía bắc, nỗ lực cuối cùng nhằm đánh bại lực lượng phe Trục. Quân đoàn XXX được tăng cường thêm Sư đoàn Thiết giáp số 1 (thiếu Lữ đoàn Thiết giáp 22), Lữ đoàn Thiết giáp Hạng nhẹ số 4 và Lữ đoàn Bộ binh 69. Kế hoạch là phải phá vỡ trận tuyến đối phương ở phía nam rặng núi Miteirya rồi phát triển theo hướng tây bắc. Quân Nam Phi sẽ tạo lập và duy trì một lỗ hổng giữa các bãi mìn ở phía đông nam Miteirya lúc nửa đêm 26/27 tháng 7. Đến 1h00 sáng ngày 27 tháng 7, Lữ đoàn Bộ binh 24 Úc sẽ chiếm đầu phía đông rặng Miteirya rồi phát triển theo hướng tây bắc. Lữ đoàn Bộ binh 69 sẽ tiến qua lỗ hổng giữa các bãi mìn mà quân Nam Phi tạo ra, tiến đến Deir el Dhib và dọn đường, tạo các lỗ hổng khác trên những bãi mìn tiếp theo. Lữ đoàn Thiết giáp số 2 sẽ vượt qua El Wishka, rồi đến Lữ đoàn Thiết giáp Hạng nhẹ số 4 tiến theo sau để tấn công các tuyến liên lạc của quân Trục.

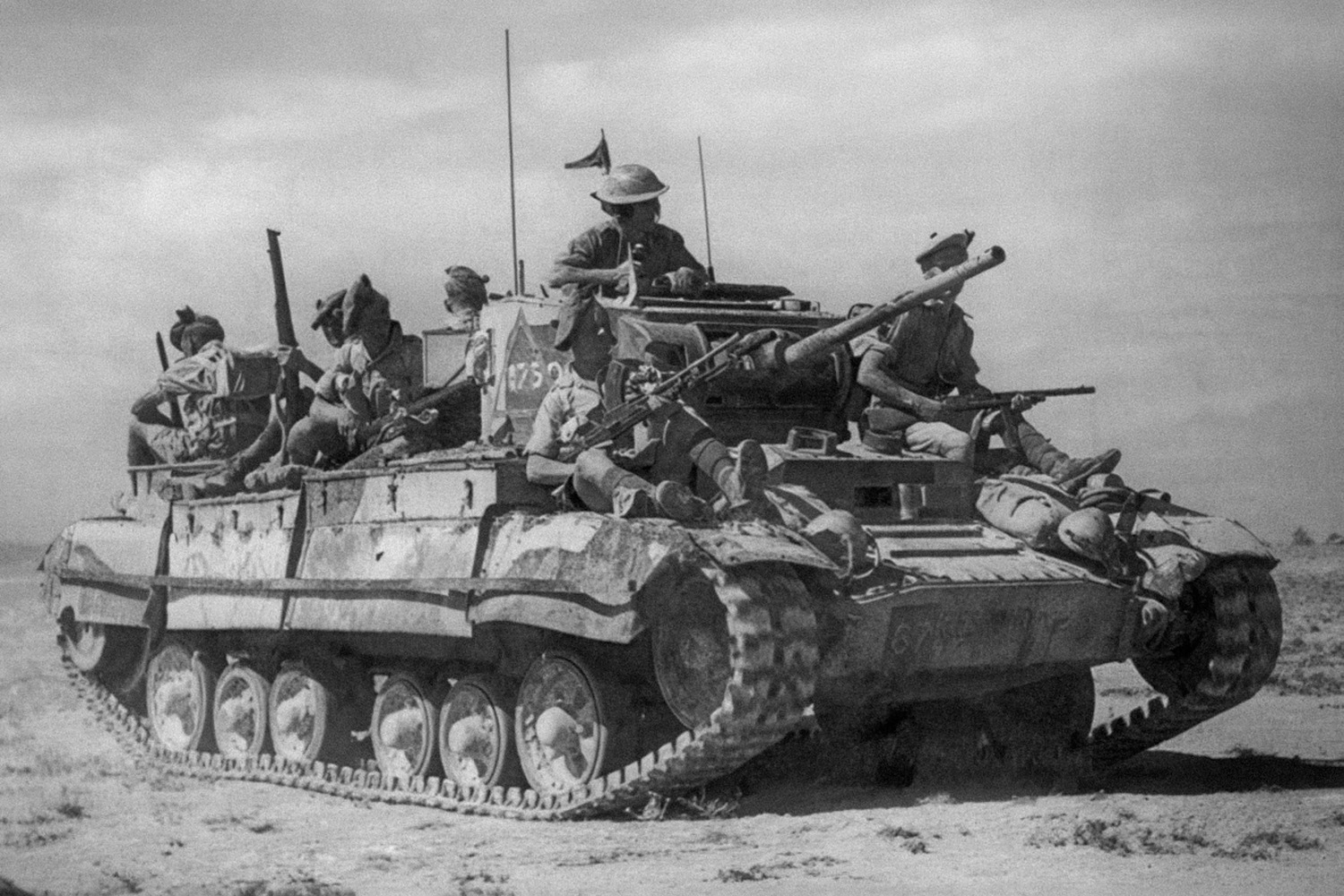
Một chiếc xe tăng Valentine tại Bắc Phi chờ bộ binh Anh

Đây là lần thứ ba quân Đồng Minh tìm cách đột phá tại khu phía bắc, và quân phe Trục phỏng thủ đã sẵn sàng chờ đợi cuộc tấn công. Giống như những đợt tiến công trước, nó được lên kế hoạch một cách vội vã và kém cỏi. Lữ đoàn 24 Úc chiếm được mục tiêu trên rặng Miteirya lúc 2h00 ngày 27 tháng 7. Ở phía nam, Lữ đoàn 69 Anh khởi hành lúc 1h30 và lấy được mục tiêu vào khoảng 8h00. Nhưng rồi các đơn vị chống tăng yểm trợ đã bị lạc do trời tối hoặc bị bãi mìn cản trở, thế là số quân tấn công bị cô lập và ở vào tình thế nguy hiểm không được bảo vệ khi trời sáng. Trong khoảng thời gian tiếp sau đó, những báo cáo từ mặt trận về khoảng hở trong các bãi mìn rất lộn xộn và mâu thuẫn. Hậu quả là cuộc tiến quân của Lữ đoàn Thiết giáp số 2 bị hoãn lại. Rommel lập tức tung quân mở cuộc phản kích và quân thiết giáp Đức đã đè bẹp 2 tiểu đoàn tiên phong của Lữ đoàn 69. Trong khi đó, Trung đoàn Xe tăng Hoàng gia 50 yểm trợ cho quân Úc cũng gặp khó khăn trong việc định vị những lỗ hổng trong bãi mìn mà Tiểu đoàn 2/24 Úc tạo ra. Họ không tìm ra được tuyến đường thông suốt và lại bị đụng phải hỏa lực mạnh của đối phương, mất 13 xe tăng. Tiểu đoàn 2/28 Úc ở rặng núi do không được hỗ trợ nên đã bị đánh tan. Lữ đoàn 69 Anh chịu 600 thương vong, còn người Úc cũng mất 400 người mà không đạt được thành quả nào cả.
Tập đoàn quân số 8 đã kiệt sức, và đến ngày 31 tháng 7 Auchinleck ra lệnh kết thúc các hoạt động tấn công để tăng cường hệ thống phòng thủ, chuẩn bị đối phó với một đòn phản công lớn sắp tới.

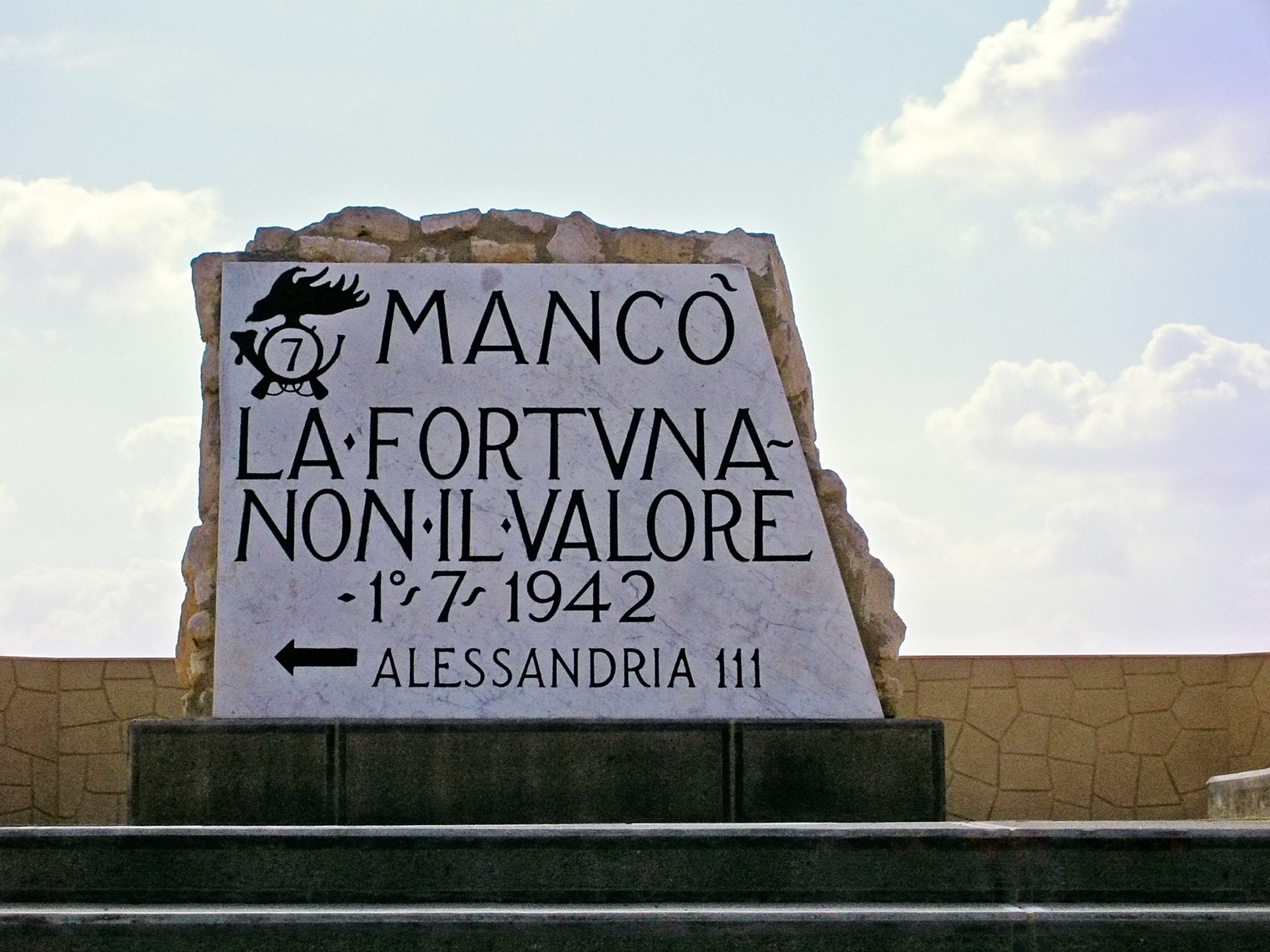
Khối đá tưởng niệm do Trung đoàn Bersaglieri số 7 đặt trên con đường nối giữa Alexandria với El Alamein tại điểm tiến quân xa nhất của người Ý. Trên đó ghi: Mancò la fortuna, non il valore (Thất bại vì số mệnh, chứ không phải lòng dũng cảm).

Rommel sau này đã quy kết thất bại trong việc đột phá đến sông Nin là do các nguồn tiếp tế của ông bị cạn kiệt như sau:
sau đó sức mạnh kháng cự của nhiều đội hình quân Ý đã bị suy sụp. Nghĩa vụ của tình đồng chí, nhất là khi tôi là Tổng tư lệnh, buộc tôi phải tuyên bố rõ ràng rằng thất bại mà các đội quân Ý phải chịu tại Alamein vào đầu tháng 7 không phải là lỗi của binh lính Ý. Quân Ý rất quyết tâm, không nghĩ đến bản thân và là những người đáng mong đợi, và, xét theo điều kiện chiến đấu, họ đã luôn luôn làm được tốt hơn mức trung bình. Không nghi ngờ gì là thành tích của mọi đơn vị Ý, đặc biệt là của các lực lượng cơ giới, vượt xa những gì mà Lục quân Ý đã làm được trong một trăm năm trở lại đây. Nhiều tướng lĩnh và sĩ quan Ý đã có được sự ngưỡng mộ của chúng tôi, cả với tư cách con người và người lính. Nguyên nhân thất bại của Ý có căn nguyên nằm ở toàn bộ tình trạng và hệ thống quân sự của Ý, ở vũ khí trang bị nghèo nàn và ở tình trạng thiếu quan tâm đến cuộc chiến chung của nhiều người Ý, cả sĩ quan và chính khách. Thất bại này của Ý đã thường xuyên gây cản trở cho việc thực hiện các kế hoạch của tôi.
Rommel phàn nàn một cách cay đắng về việc các đoàn vận tải quan trọng của Ý đã không thể đến nơi và cung cấp cho ông ta những xe tăng và đồ tiếp tế vô cùng cần thiết, và luôn đổ lỗi cho Bộ chỉ huy Tối cao Ý đã không bao giờ nghi ngờ khả năng giải mật mã tình báo của người Anh.

## Kết quả
Trận chiến lâm vào bế tắc, nhưng cuộc tiến quân của phe Trục vào Alexandria (xa hơn nữa là Cairo và cả kênh đào Suez) đã phải tạm dừng. Tập đoàn quân số 8 Anh tổn thất trên 13.000 người trong tháng 7 (bao gồm 4.000 quân của Sư đoàn New Zealand, 3.000 của Sư đoàn Bộ binh 5 Ấn Độ và 2.552 người thuộc Sư đoàn 9 Úc) nhưng đã bắt được 7.000 tù binh và giáng một đòn nặng vào sức mạnh nhân lực và thiết giáp của phe Trục.
Đầu tháng 8, Winston Churchill và tướng Alan Brooke, tổng tham mưu trưởng Đế quốc Anh ghé thăm Cairo trên đường đến gặp Joseph Stalin ở Moskva. Họ quyết định thay thế Auchinleck và chỉ định chỉ huy Quân đoàn XIII là William Gott làm tư lệnh Tập đoàn quân số 8 và tướng Harold Alexander làm tổng tư lệnh Bộ tư lệnh Trung Đông. Ba Tư và Iraq được tách khỏi Bộ tư lệnh Trung Đông để thành lập các Bộ tư lệnh riêng biệt và Auchinleck được đề nghị làm phụ tá tổng tư lệnh (nhưng ông từ chối). Nhưng trên đường đi nhận nhiệm vụ, máy bay chở William Gott đã bị một chiếc Messerschmitt tấn công và Gott bị trúng đạn xuyên tim chết. Trung tướng Bernard Montgomery được chỉ định lên thay.
Nỗ lực lần thứ hai của Rommel nhằm vòng qua hay phá vỡ các vị trí của Khối Thịnh vượng Chung đã bị thất bại trong trận Alam Halfa vào tháng 8, và đến tháng 10 tập đoàn quân thứ 8 đã triệt để đánh bại quân đội phe Trục trong trận El Alamein thứ hai.